# 电脑机箱螺丝

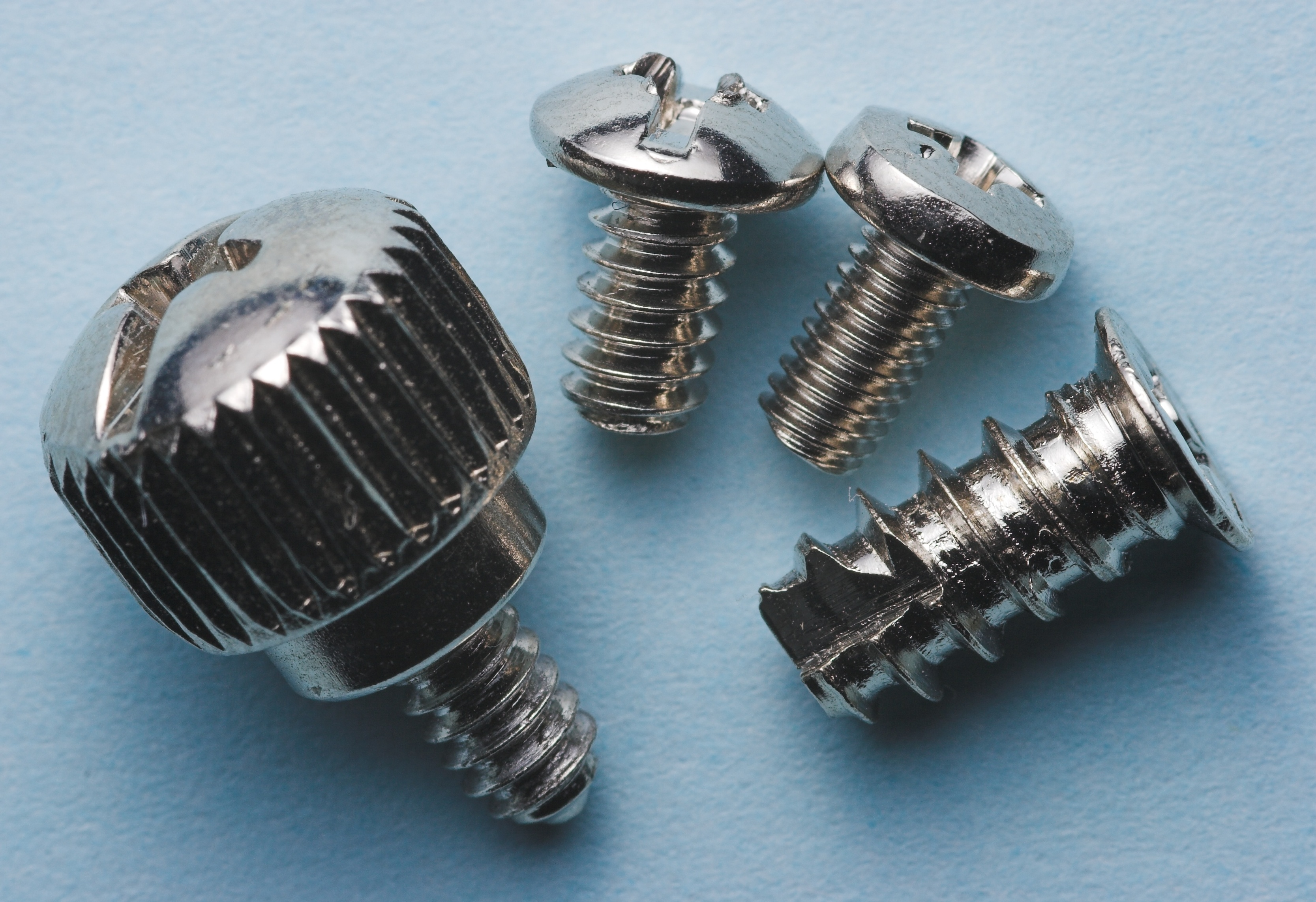
从左到右分别为：#6-32 UNC手拧螺丝，#6-32 UNC螺丝，M3螺丝和用于机箱风扇的自攻螺丝

电脑机箱螺丝是将电脑硬件固定在机箱上的部件。虽然机箱制造商数量众多，但通常来说，常见的电脑机箱使用三种常见的螺纹尺寸。其中，统一螺纹标准 （UTS）来自美国，而ISO公制螺纹则在全球范围内都适用。  
通常在3.5英寸硬盘和机箱主机上使用#6-32 UNC螺丝，在5.25英寸光驱、3.5英寸软驱和2.5英寸硬盘上使用M3螺丝。主板和其他电路板通常使用#6-32 UNC螺丝固定。而在DVI、VGA、串行与并行接口旁通常使用#4-40 UNC螺丝。 
某些厂商的特制机箱完全不使用螺丝，而是采用了无需工具的设计。 

## #6-32 UNC螺丝

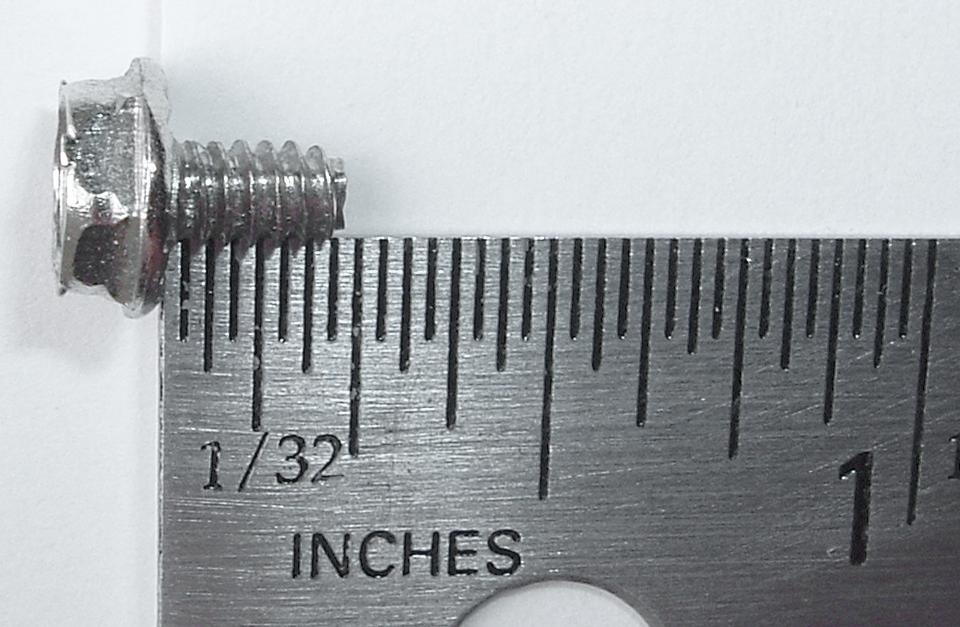
1. 6-32 UNC螺丝的螺距为1/32英寸（0.03125英寸，约0.7938mm）。

#6-32 UNC是一种UTS螺丝，其螺纹直径为#6，即0.1380英寸（约为3.51mm），部分商家将其称为3.5mm螺丝。它是机箱中最常见的螺丝。螺丝长度通常为3/16英寸（0.1875英寸，约4.76mm），1/4英寸（0.25英寸，约6.4mm）与5/16英寸（0.3125英寸，约7.94mm）。有时也有非标准长度的此类螺丝，如5mm长度。几乎每个电脑机箱都附带了这种螺丝， 它们通常用于以下目的：
- 将电源固定在机箱上
- 将3.5英寸硬盘固定在机箱上
- 将扩展卡（如声卡、网卡、显卡等）固定到机箱后部
- 连接机箱各个部件
- 通常，一个或多个#6-32 UNC螺丝将机箱盖固定在机箱本体上

它们通常为十字螺丝，也有少数为梅花螺丝。这两种螺丝头也可以与用于一字型螺丝刀的插槽组合。 通常，它们具有1/4英寸带法兰的六边形螺丝头。由于它们用于不需要高扭矩且可能需要轻松拆卸和更换的地方，因此也常会使用具有大滚花头的手拧螺丝，这种螺丝可以用手指直接将其卸下，也可使用工具将其卸下。 

## M3螺丝
M3是公制螺丝，公称直径为3mm，螺距定义为0.5mm。M3螺丝是PC中第二常见的螺丝。它通常拥有1至20mm的许多长度。几乎每个电脑机箱都附带了一袋这种螺丝。它们通常用于固定以下设备：     
- 5.25英寸光驱
- 2.5英寸机械和固态硬盘
- 3.5英寸软驱

M3螺丝通常使用2号十字螺丝头。 

## 主板螺柱
大多数机箱使用黄铜螺柱将主板固定在机箱内。由于机箱通常为金属材质，将主板直接固定在其上可能会有短路的风险。因此有时会使用塑料螺柱。 螺柱可以在主板与机箱之间保持空间，避免焊点直接接触并短路。
通常来说，用于机箱的螺柱一头为#6-32 UNC公螺纹，用于将其固定在机箱上，而另一头为#6-32 UNC母螺纹，用于将主板固定在其上。少数情况下，螺柱在两端都各有一个母螺纹，需要另一颗螺丝将其连接到机箱主体上。在一些机箱中，螺柱使用的为M3螺纹而非#6-32 UNC螺纹。虽然较为罕见，同一机箱中可能会混合使用多种螺纹类型。
2.1版的ATX规格规定，螺柱长度至少需要有0.25英寸(约6.4毫米)，且横截面不得超过主板安装孔附近的10mm×10mm区域。

## #4-40 UNC手拧螺丝
#4-40 UNC手拧螺丝用于将某些线材固定在端口上。这些螺丝通常位于D-sub接口，例如VGA、串行、并行和部分游戏手柄端口的两侧。它们也被用于DVI接口。个人电脑使用的#4-40 UNC螺丝的典型长度为3/16英寸(0.1875英寸，约4.76毫米)。

## 材质
钢是最常见的该类螺丝材料，且表面经常进行电镀或阳极氧化处理。其他常见材料如黄铜、铝、尼龙和各种塑料也常被使用。

## 比较
#6-32 UNC更粗，因此更适合紧固较大的零件和较厚的材料。其较大的尺寸和螺距，使它更容易安装，并可以减少滑牙的风险。一体化法兰提供了更大的保持强度。六角头使它更容易在装配期间使用电动螺丝刀。
M3螺丝比#6-32 UNC螺丝更细，螺纹也更细。这使得它更适合紧固较小的零件和更薄的材料，或在有限的空间需要良好的强度时使用。

## 图集

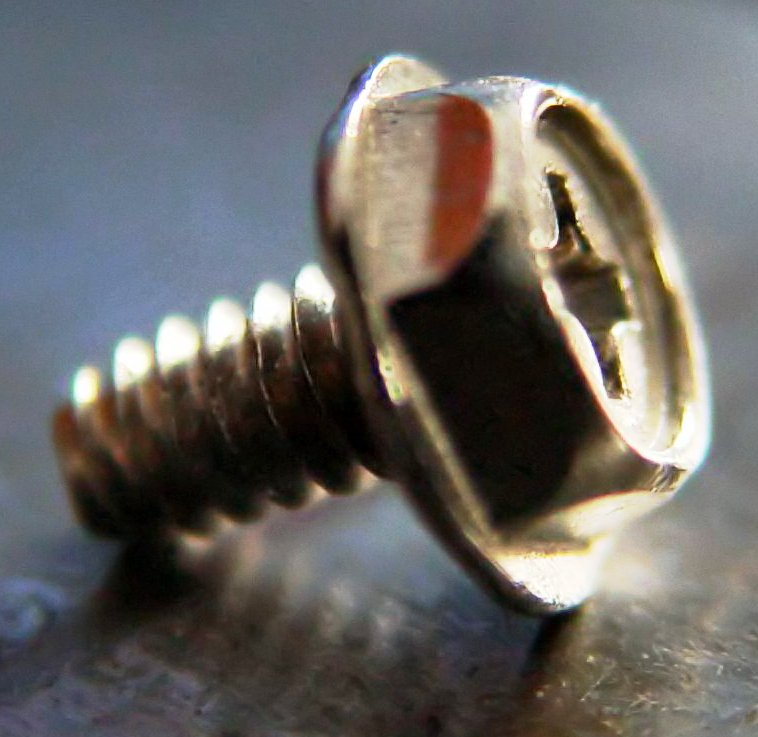
#6-32 UNC螺丝的特写镜头，带法兰六角螺丝头/十字头，通常在机箱中使用
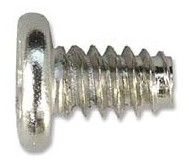
机箱提供的带有十字盘头的#6-32 UNC螺丝的特写
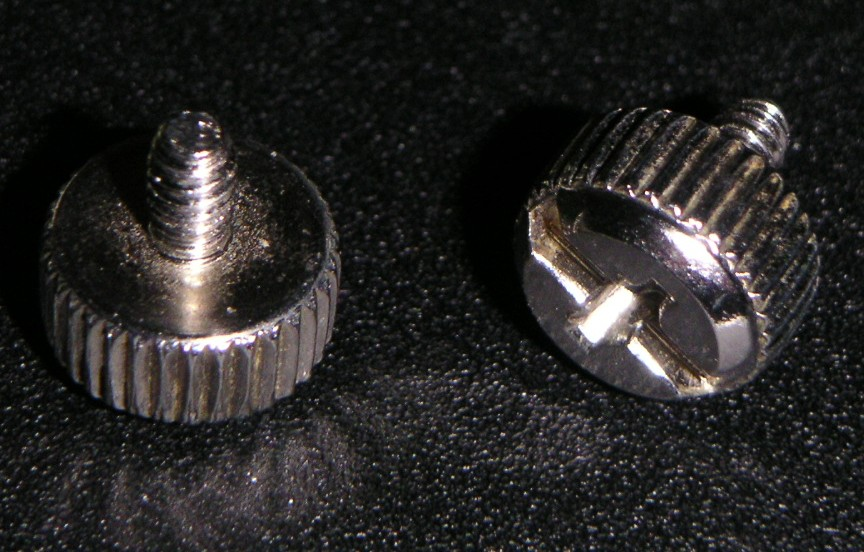
ATX机箱的手拧螺丝